# ロシェル (イリノイ州)
ロシェル（英: Rochelle）は、アメリカ合衆国イリノイ州のオーグル郡にある都市。シカゴから西におよそ130km、ロックフォードから南におよそ40kmに位置する。人口は9,574人（2010年）。

## 経済
2012年より鉄道車両メーカーの日本車輌製造が工場を設けていたが、2018年8月末をもって閉鎖された。

## 主な出身者
- ジョアン・アレン（女優）